# Investidura presidencial de Bill Clinton en 1997

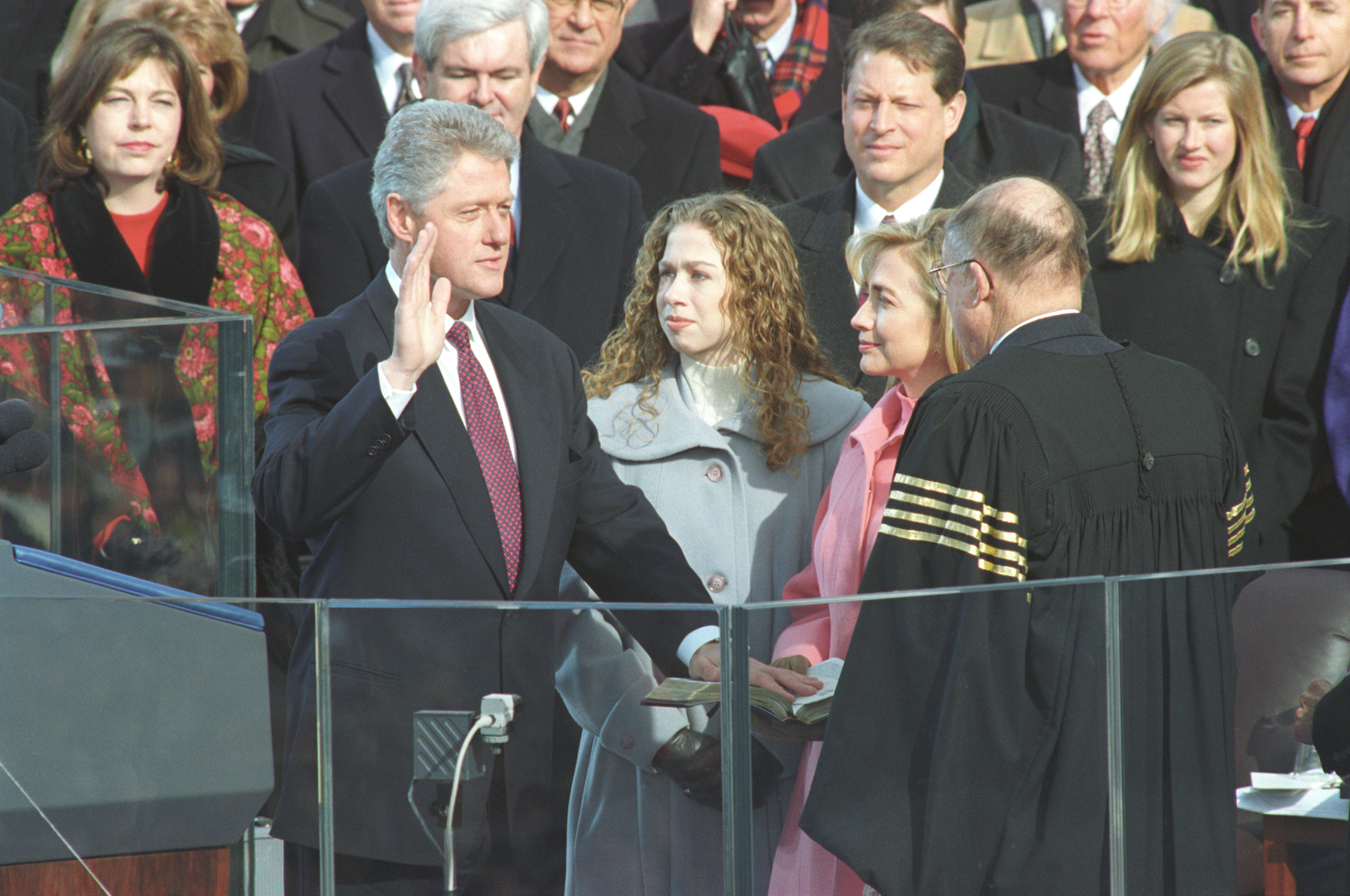
Bill Clinton en su segunda investidura presidencial en 1997.

La Investidura presidencial de Bill Clinton de 1997 tuvo lugar el 20 de enero de 1997. Este evento marcó el segundo mandato de Bill Clinton como presidente de los Estados Unidos, el presidente de la Corte Suprema William Rehnquist administró el juramento del cargo, a las 12:05 p. m.  Esta fue la última toma de posesión presidencial que tuvo lugar en el siglo XX, la última en el segundo milenio y la primera en ser transmitida en vivo por Internet.